# 芳根京子
芳根京子（日语：／ Yoshine Kyōko；1997年2月28日—），日本女演員，東京都出身，所屬經紀公司為日本音樂娛樂。

## 經歷
高中一年級時，因為應朋友之邀去觀賞遊助的Live而在現場被星探發掘，其後，轉學到函授制的高中就讀。
2013年4月，芳根參演富士電視台的連續劇《最後的灰姑娘》，正式出道成為演員；翌年，在NHK的晨間劇《花子與安妮》中飾演「宮本富士子」一角。2015年7月，歷經7、8次階段的試鏡，從1000人中脫穎而出，成功獲得初次主演連續劇《表參道高校合唱部！》女主角，並以初次主演的此劇獲第86回日劇學院賞主演女優賞。
2016年4月，NHK公布由芳根主演2016年秋季的晨間劇《別嬪小姐》。

## 人物
- 專長為彈鋼琴及吹奏長笛，前者是自幼稚園即開始學習，後者從小學四年級到中學三年級都在吹奏樂部[11]。
- 名字的由來，出生時父親在國外工作經常離開東京，母親為北海道出身，對東京非常憧憬，東京對二人都有特殊意義；主張在東京出生的孩子，故取名為京子[12]。
- 家中成員：父親、母親、祖母、年長4歲的哥哥、寵物北海道犬Kumako、貓Miru和雪貂Tanuko[13]。
- 興趣為料理、手作麵包、甜點，曾在Instagram直播中提到最擅長料理為日式漢堡排。
- 從兩歲起就非常喜歡吃番茄，可以一次吃掉一公斤，母親毫不誇張地說『身體的八成由番茄組成也不為過』[14]；最喜歡的番茄品種是北海道新雪谷町みっちゃん的番茄「ラブリーさくら」[15]。
- 喜歡拉麵，每周都要吃三次以上[16]。
- 和家族每晚都會小酌，最喜歡的酒是日本酒[17]。
- 喜歡人的手肘的皮膚觸感，並稱這是不能對別人說的癖好[18]。
- 與桃色幸運草Z的玉井詩織共同演出電影成為親密好友[19]。
- 官方個人部落格「芳根京子のキョウコノゴロ」於2016年獲得BLOG of the year官方部門優秀獎，2021年5月30日因個人因素將部落格關閉[20]。
- 2022年8月19日，新版官方網站上線，於9月17日官網內重新開設部落格[21]。
- 2023年6月17、18日舉行出道十週年寫真集發行紀念與粉絲一對一及線上見面會，同年9月9日舉辦寫真集應募券限定活動，會場販售限量官方周邊，包含親手捏土燒製上色的瓷製清酒杯及邀請插畫家JAROS繪製芳根家三隻寵物的插圖商品[22]。

## 戲劇演出

### 電視劇
- 最後的灰姑娘（2013年4月11日 - 6月20日、富士電視台） - 武内咲[23]
- Legal High 特別篇（2013年4月13日，富士電視台） - （學生之一）
- 假面教師（2013年7月6日 - 9月28日，日本電視台） - 小松七海
- 白馬王子純愛適齡期（日语：ハクバノ王子サマ#テレビドラマ）（2013年10月3日 - 12月26日，讀賣電視台） - 北凉子
- NHK晨間劇（NHK）
  - 花子與安妮 第22週 - 26週（2014年3月28日 - 9月27日） - 宮本富士子[24]
  - （2016年10月3日 - 2017年4月1日） - 主演・坂東堇[25]
- 偵探的偵探（2015年7月9日 - 9月17日，富士電視台） - 紗崎咲良
- 表參道高校合唱部！（2015年7月17日 - 9月25日，TBS） - 主演・香川真琴[26]
- 追憶潸然 第9話、第10話（2016年3月14日、3月21日，富士電視台） - 明日香（客串）[27]
- 三億元事件奇譚（日语：モンタージュ 三億円事件奇譚#テレビドラマ）（2016年6月25日 - 26日，富士電視台） - 小田切未來[28]
- 小巨人（2017年4月16日 - 6月18日，TBS） - 三島祐里[29]
- 海月姫（2018年1月15日 - 3月19日，富士電視台） -  主演・倉下月海[30]
- Innocent Days（2018年3月18日 - 4月22日、WOWOW） - 佐渡山瞳[31]
- 高嶺之花（2018年7月11日 - 9月12日，日本電視台） - 月島奈奈[32]
- 請勿轉台!（日语：チャンネルはそのまま!#ドラマ）（2019年3月18日 - 3月22日，北海道電視台） - 主演・雪丸花子[註 1][33]
- Two Weeks（2019年7月16日 - 9月17日，關西電視台） - 月島楓[34]
- 古瀧兄弟之四苦八苦（日语：コタキ兄弟と四苦八苦）（2020年1月11日 - 3月28日，東京電視台）- 小幸[35]
- 大江戶偉大的旅行〜THE 伊勢參拜〜（日语：駄犬道中おかげ参り#テレビドラマ）（2020年6月6日 - 7月11日，WOWOW） - 沙夜[36]
- Akiko's Piano（日语：Akiko's Piano 被爆したピアノが奏でる和音）（2020年8月15日，NHK BS Premium / BS4K） - 主演・河本明子[37]
- 夢見了那個女孩（日语：あのコの夢を見たんです。） 第2話（2020年10月10日，東京電視台） - 芳根京子[38]
- 與你在世界終結之日 第一季 第3話、第4話（2021年1月17日・24日，日本電視台） - 中越美亞[39]
- Byplayers 3：名配角森友會的100天 第8話（2021年2月27日，東京電視台） - 芳根京子[40]
- 喜劇開場 第2話 - 最終話（2021年4月24日 - 6月19日，日本電視台） - 岸倉奈津美[41]
- 半徑五公尺（日语：半径5メートル）（2021年4月30日 - 6月25日，NHK）- 主演・前田風未香[42]
- 真凶標籤（2021年10月10日 - 2022年3月13日，日本電視台） - 二宮瑞穗[43]
- 我的可愛已經快到有效期限!?（2022年4月16日 - 6月11日，朝日電視台） - 真田和泉[44]
- OLD ROOKIE（2022年6月26日 - 9月4日，TBS） - 深澤塔子[45]
- 那不是抄襲嗎？（2023年4月12日 - 6月14日，日本電視台） - 主演・藤崎亞季[46]
- 24小時電視特備劇 彩虹粉筆 與智能障礙者共同走過的町工廠奇蹟（日语：虹色のチョーク 知的障がい者と歩んだ町工場のキセキ）（2023年8月26日，日本電視台） - 佐倉結[47]
- 開台70週年特別劇 電視報導記者～連接新聞的女性們～（日语：テレビ報道記者〜ニュースをつないだ女たち〜）（2024年3月5日，日本電視台） - 主演・和泉令（與江口德子雙主演）[48]
- Re:Revenge－在欲望的盡頭－（2024年4月11日 - 6月20日，富士電視台） - 朝比奈陽月[49]
- 月刊 松坂桃李「Dandy・Boy。」（2024年11月17日，WOWOW） - ちはる[50]
- 待見晴天（日语：晴れたらいいね (小説)#配信ドラマ）（2025年1月10日，Amazon Prime Video） - 藤原美津[51]
- 小圓26歲，是名實習醫生！（2025年1月14日 - 3月18日，TBS） - 主演・若月圓[52]
- 宛如粼光夫婦日和（2025年4月24日 - 6月26日，富士電視台） - 主演・江端夏美[53]

### 電影
- 小倉庫的鋼琴（日语：物置のピアノ）（2014年8月23日） - 主演・宮本春香[54][55]
- 帷幕青春（日语：幕が上がる） (2015年2月28日，T-JOY（日语：ティ・ジョイ）) - 袴田葵（演劇部一年級生）
- U・F・O ～Ushimado’s Fantastic Occurrence～（短篇電影）（2015年3月25日） - スズネ
- 向日葵之丘1983年夏（日语：向日葵の丘・1983年夏）（2015年8月22日） - 多香子
- 先輩與彼女（2015年10月17日，東映） - 都筑梨花[56]
- 64：史上最凶惡綁架撕票事件（日语：64（ロクヨン）#映画） 「前篇」、「後篇」（2016年5月7日、6月11日，東寶） - 三上あゆみ
- 好想大聲說出心底的話。（2017年7月22日，Aniplex） - 成瀨順[57]
- 山葵 (短篇電影)（日语：わさび (映画)）（2017年8月26日） - 主演・山野葵[58]
- 累（2018年9月7日，東寶） - 淵累 / 丹澤妮娜（與土屋太鳳雙主演）
- 椿花散落（日语：散り椿）（2018年9月28日，東寶） - 篠原美鈴
- 瞌睡的磐音（日语：居眠り磐音_江戸双紙#映画）（2019年5月17日，松竹） - 小林奈緒[59]
- 今天也要用便當出擊（日语：今日も嫌がらせ弁当#映画）（2019年6月28日） - 持丸雙葉[60]
- 記憶屋（日语：記憶屋）（2020年1月17日，松竹） - 河合真希〈女主角〉[61]
- 初戀（2021年2月11日，KADOKAWA） - 聖山環菜[62][63]
- 劇場版 Byplayers（日语：バイプレイヤーズ 〜もしも100人の名脇役が映画を作ったら〜）（2021年4月9日，東寶） - 芳根京子[64]
- 永生術 Arc（日语：Arc アーク）（2021年6月25日，華納兄弟） - 主演・莉娜[65]
- 峠最後的武士（日语：峠_(小説)#映画）（2022年6月17日，松竹 / Asmik Ace） - むつ[66]
- 去唱卡拉OK吧！（2024年1月12日，KADOKAWA） - 森本もも[67]
- 雪之花 ─共存的時刻─（2025年1月24日） - 笠原千穗[68]
- 無法用你的臉哭泣（日语：君の顔では泣けない）（2025年11月14日〈預定〉） - 主演・坂平陸[69]

### 電視節目及其他戲劇
- 兒童節目NHK for School「スマホ・リアル・ストーリー 知らない人とつながって…」（2014年7月31日，NHK教育） - 莉娜[70]
- 笑著過年！歡笑除夕夜（日语：笑って年越したい!!笑う大晦日）（2021年12月31日，日本電視台） - 芳根京子[71]
- 綜合劇 恐怖繪本 season4（日语：怖い絵本#season4）「雪夜奇妙物語」（2022年1月7日，NHK教育]） - 出演、朗讀
- 網路劇 我的可愛還在發展中！？（日语：俺の可愛いはもうすぐ消費期限!?#スピンオフドラマ）（2022年5月15日 - 5月29日，TELASA） - 真田和泉（特別出演）
- ANOTHER SKY（日语：アナザースカイ）「北海道 新雪谷町」（2023年4月7日，日本電視台）[72]
- 紀錄片 ネコメンタリー　猫も、杓子（しゃくし）も。「及川眠子とサビオとワビイ」（2023年10月30日，NHK教育） - 朗讀
- 追尋光之畫家莫內〜芳根京子巴黎行（2023年11月11日，富士電視台 關東地區）[73]
- 芳根京子 透過莫內看見的光（2024年2月25日，關西電視台 關西地區）[74]
- 無名音樂會（日语：題名のない音楽会）（2024年3月9日，朝日電視台）負責長笛，與東京交響樂團及「哆啦哆啦♪交響樂團」共同演奏[75]

### 舞台劇
- 帷幕青春（日语：幕が上がる#舞台）（2015年5月1日 - 5月14日、Zeppブルーシアター六本木（日语：Zeppブルーシアター六本木）） - 袴田葵（演劇部一年級生）
- 母と惑星について、および自転する女たちの記録（2019年3月5日 - 4月25日、紀伊國屋ホール（日语：紀伊國屋ホール）等[註 2]） - 辻 シオ（三女）[76]
- 坂元裕二朗讀劇2021「忘れえぬ　忘れえぬ」、「カラシニコフ不倫海峡」、「不帰の初恋（不歸的初戀）、海老名SA（海老名休息站）」（2021年4月14日 - 4月15日、よみうり大手町ホール）[77][78]
- 老師的背影～某電影導演的幻影回憶錄～（2025年6月8日 - 7月20日、PARCO劇場等） -竹井幸子[79][80]

### 配音
- 寶貝老闆（2018年3月21日，東宝東和） - 提姆·天普頓[81]
  - 寶貝老闆：家大業大（2021年12月17日，東宝東和） - 泰貝莎·天普頓[82]
- 我們的七日戰爭（2019年12月13日，GAGA、KADOKAWA） - 主演・千代野綾（與北村匠海雙主演）[83]
- 網路動畫「きよねこっ」（2022年12月4日，キヨ。（日语：キヨ (ゲーム実況者)）- YouTube） - 雪月ヒカリ、咖啡店貓[84]
- 櫻桃小丸子「小丸子，遇到春風般的姐姐」（2023年3月5日， 富士電視台） - 芳本春香（第1376話）[85]
- 電影多啦A夢：大雄的地球交響樂（2024年3月1日，東寶） 米娜、米佳的妹妹[86]

### 旁白
- 「ONE OK ROCK 18祭（フェス）-1000人の奇跡 We are-」（2017年1月9日，NHK）[87]
- The Nonfiction（日语：ザ・ノンフィクション）（富士電視台）
  - 「シングルマザーの大家族～パパが遺してくれたもの～」（2020年6月28日）[88]
  - 「悪ガキと ひとつ屋根の下で ～夢の力を信じた10年の物語～」（2020年12月13日）[89]
  - 「夜の街に別れを告げて～人生を変えたい彼女たちは…～」（2021年8月29日）[90]
  - 「スマホとホームレス ～無料Wi-Fiに集う若者たち～」（2021年12月12日）[91]
  - 「たどりついた家族〜海の向こうの戦火と涙〜」（2022年5月1日）[92]
  - 「東京デリバリー物語〜スマホと自転車とホームレス〜」（2022年10月9日）[93]
  - 「たどりついた家族 2 前編 ～戦火の故郷と母の涙～」（2023年2月26日）[94]
  - 「たどりついた家族 2 後編 〜帰りたい 戦火の故郷へ〜」（2023年3月5日）[95]
  - 「たどりついた家族 3 ～母の願い 3度目の春～」（2024年5月5日）
- レギュラー番組への道（日语：レギュラー番組への道）「世界の団地に泊まってみたら」（2023年12月9日，NHK）[96]

## 廣播
- 「芳根京子のみみにリコピン♪」（2016年3月29日 - 2018年3月27日、文化放送 (日本)）週二 23:30～23:45[97]

## 主持
- 第82回NHK全國學校音樂比賽（日語：NHK全國學校音楽コンクール）（2015年10月10日）
- 日本電視台音樂祭 Premium Music 2023（2023年3月22日，日本電視台）[98]
- 已是午間了！（日语：ヒルナンデス）（2023年8月9日，日本電視台）[99]

## 出版物

### 書籍
- 封面「あの夏のつづき〜初恋行進曲〜」（2014年2月25日，小學館）ISBN 978-4-094-55004-7

### 報紙
- 「芳根京子の“芳根”と書いて“よしね”と読みます。」（2016年1月22日 - 全六回，讀賣新聞晚報專欄）

### 寫真集
- 1st寫真集（2017年6月14日，太田出版）ISBN 978-4-7783-1579-5[100]
- 出道十周年紀念寫真集（2023年6月17日，WANI BOOKS（日语：ワニブックス））ISBN 978-4-8470-8492-8[101]

## 活動
- 1st寫真集（太田出版）發行紀念、廣播節目（文化放送 (日本)）公開錄音暨免費邀請粉絲見面會活動（2017年6月30日，DMM本社）[102]
- 出道十週年紀念寫真集《京》發行紀念活動[103]
  - 一對一線上對談（2023年6月17日）
  - 談話會 東京（2023年6月17日，SHIBUYA TSUTAYA 特設會場）
  - 談話會 大阪（2023年6月18日，梅田 蔦屋書店）
- 出道十週年紀念寫真集《京》應募券限定活動（2023年9月9日，United Cinemas Aqua City Odaiba）

## 其他
- 「莫內 系列作品的場景」展覽配音及語音導覽[104]
  - 上野之森美術館（2023年10月20日 - 2024年1月28日）
  - 大阪中之島美術館（日语：大阪中之島美術館）（2024年2月10日 - 5月6日）
- 「哆啦A夢」相關活動「哆啦哆啦♪交響樂團音樂會」負責吹奏長笛與葉加瀬太郎及52名兒童共同演奏（2024年2月24日）[105]

## 廣告

### 現有廣告
- 田邊胃腸藥（日语：タナベ胃腸薬）〈「ウルソ」「胃じゃない」篇 /「売ってません」篇 /「書き置き」篇〉（2020年11月 - ）
- JUN（日语：JUN (ファッションブランド)）〈「ROPE' PICNIC（ロペピクニック）」〉形象代言
  - 〈篇〉（2021年10月14日 - ）[106]
  - 〈篇／篇〉與玉井詩織共演（2022年4月22日 - ）[107]
  - 〈篇〉（2022年8月10 - ）[108]
  - 〈篇〉（2022年10月14日 - ）[109]
    - 「」篇 /「」篇 /「」篇 /「」篇 /「」篇 /「」篇

  - 〈篇〉（2023年4月12日 - ）[110]
  - 〈篇〉（2023年9月1日 - ）
  - 〈篇〉（2023年10月12日 - ）[111]
  - （2024年2月23日 - ）[112]
  - 〈篇〉（2024年4月19日 - ）[113]
- 花王 Kanebo佳麗寶 Kao Beauty Brands(ALLIE)
  - 〈篇〉（2022年11月30日 - ）[114]
  - （2023年11月28日 - ）
- 田邊三菱製藥（日语：田辺三菱製薬） 過敏性鼻炎專用藥〈篇〉（2023年1月13日 - ）[115]
- 朝日啤酒 朝日生啤酒 Maruefu、黑生啤酒-與松下洸平共同代言
  - 〈篇〉（2023年2月13日 - ）[116]
  - 〈篇 /篇〉（2023年6月20日 - ）[117]
  - 〈全9篇〉（2023年07月5日 - ）
  - 〈篇 /篇〉（2023年11月21日 - ）
  - 〈篇〉（2023年12月1日 - ）
  - 〈篇〉（2023年12月26日 - ）[118]
  - 〈篇〉（2024年6月1日 - ）[119]
  - 〈篇〉（2024年7月6日 - ）[120]
  - 〈篇〉（2024年7月17日 - ）[121]
- Sky軟體公司（日本）（日语：Sky (ソフトウェア会社)）職業招聘-與柿澤勇人共同演出
  - 〈篇〉（2023年9月4日 - ）[122]
  - 〈篇〉（2024年9月29日 - ）
- JR東日本（2024年5月27日 - ）[123]
  - （2024年5月27日 - ）
  - （2024年5月31日 - ）
  - （2024年7月19日 - ）
  - （2024年7月26日 - ）
  - （2024年10月18日 - ）
  - （2024年10月25日 - ）
- 岩塚製菓（日语：岩塚製菓）（2024年11月1日 - ）〈篇〉（2024年11月1日 - ）[124]
- 日水（2025年3月22日 - ）[125]
- 三洋食品 〈篇〉（2025年4月3日 - ）[126]

### 過去廣告
- UNIVERSAL MUSIC GReeeeN〈いいね!(´・ω・｀)☆〉（2013年6月 - ）
- SEGA颯美控股〈セガサミーグループ〉（2014年4月 - 2017年4月）
- JR東日本Cross Station（日语：JR東日本クロスステーション）〈「NewDays」「NewDays KIOSK」〉（2015年11月 - 2022年3月31日）[127][128]
- 學校法人高宮學園（代々木ゼミナール）（2016年2月 - 2017年1月）
- 環境省（2016年2月 - 2018年1月）[129]
- 朝日飲料（アサヒ飲料）〈「三矢蘇打」〉（2016年3月 - 2017年1月）[130]
- 倍樂生形象代言（2017年7月 - 2018年6月）
- 彌生會計（日语：弥生 (ソフトウェア)）（2017年10月 - 2023年9月30日）[131]
- 豐田汽車〈「TOYOTA T-Connect」〉（2018年1月 - 11月）[132]
- 三井住友海上火災保險（日语：三井住友海上火災保険）（2018年8月 - 2021年02月）
  - 〈篇〉（2018年8月4日 - 2021年02月）
  - 〈篇〉（2018年8月18日 - 2021年02月）
  - 〈篇〉（2019年3月26日 - 2021年02月）
- 妮維雅ニベア花王（日语：ニベア花王）（2019年3月 - 2020年1月）
- 北海道電力ゼンリョク宣言（2019年6月 - 2023年6月）
  - 〈篇 /篇 /篇〉與音尾琢真共演（2019年6月27日 - 2023年6月）
  - 〈篇 /篇〉（2019年11月4日 - 2023年6月）
- 可果美（日本）（2022年3月29日 - 2023年3月）
  - 〈/〉與Nomura Taiki（日语：野村大貴）共演（2022年3月29日 - 2023年3月）[133]
  - 〈篇〉（2022年10月24日 - 2023年3月）[134]
- MITSUI OUTLET PARK（日本）
  - 〈篇／篇／篇／篇／篇／篇〉與佐久間由衣共同演出（2022年4月14日 - ）[135]
  - 〈篇〉（2022年9月8日 - ）[136]
  - 〈篇〉（2022年11月1日 - ）
  - 〈「『」篇〉（2022年11月10日 - ）[137]
  - 〈篇〉（2023年4月11日 - ）[138]
  - 〈篇〉（2023年8月31日 - ）[139]

## MV
- GReeeeN〈イカロス〉（2013年4月17日）[140]
- Little Glee Monster〈OVER/光碎片〉（2017年11月8日）[141]
- Hey! Say! JUMP〈恋をするんだ〉（2022年5月3日）[142]

## 獎項
| 年份   | 大賞名稱                       | 獎項               | 作品                         |
| ------ | ------------------------------ | ------------------ | ---------------------------- |
| 2015年 | Oricon第1回CONFiDENCE日劇大獎  | 最佳新人獎         | 《表參道高校合唱部！》       |
| 2015年 | 第86回日劇學院賞               | 主演女優賞         | 《表參道高校合唱部！》       |
| 2016年 | BLOG of the year               | 優秀獎（官方部門） | 《芳根京子のキョウコノゴロ》 |
| 2018年 | Oricon第13回CONFiDENCE日劇大獎 | 最佳女配角獎       | 《高嶺之花》                 |
| 2018年 | 第42屆日本電影學院獎           | 新人演員獎         | 《累-かさね-》《椿花散落》   |

## 註腳
1. ↑  北海道電視台開播50週年特別電視劇，獲得日本民間放送聯盟賞電視劇最優秀賞和電視部門大賞。
2. ↑  2019年3月5日 - 26日、紀伊國屋ホール
4月2日・3日、高知市文化プラザかるぽーと 大ホール
4月6日、北九州芸術劇場 中劇場
4月13日・14日、ロームシアター京都 サウスホール
4月20日・21日、穂の国とよはし芸術劇場 PLAT
4月25日、長崎市民会館 文化ホール

## 外部連結
- 芳根京子官方網站 （日語）
- 芳根京子官方網站(舊版)[] （页面存档备份，存于）（日語）
- 芳根京子官方網站 (舊版)[]（页面存档备份，存于）（日語）
- 芳根京子日記（ameblo Blog）[] （页面存档备份，存于）（日語）
- 芳根京子Staff【官方】的X（前Twitter）（日語） (@YoshineKyoko)
- 芳根京子Staff的X（前Twitter）（日語） (@yoshinestaff) （2017年7月 - 2021年3月）
- 芳根京子的Instagram帳戶（日語）
- YouTube上的芳根京子頻道（日語）
- YouTube【公式】芳根京子の生旅 （页面存档备份，存于）（日語）
- 芳根京子在豆瓣上的资料（简体中文）
- 芳根京子在时光网上的簡介（简体中文）[]
- 芳根京子NHK人物錄 （页面存档备份，存于）（日語）